# Via Domitia
Via Domitia je prva rimska cesta, zgrajena na ozemlju Galije v letih 120–118 pred našim štetjem, v času rimskega prokonzula Gneja Domitija Ahenobarba, po katerem je tudi poimenovana. V približno istem času je bila ustanovljena tudi rimska provinca Galija Narbonensis (123 pr. n. št.), preko katere je bila speljana cesta, prav tako tudi njeno glavno mesto Colonia Narbo Martius (Narbonne, 118 pr. n. št.).
Via Domitia je povezala ozemlji Apeninskega in Pirenejskega polotoka preko narbonske Galije z začetkom na alpskem prelazu Col de Montgenèvre (1850 m), od koder se je spustila v dolino reke Durance, pri Beaucaireu prečkala Rono, od Nemaususa (Nîmes dalje pa potekala po priobalni ravnini vzdolž Levjega zaliva. V mestu Narbonne se je nanjo navezala druga pomembna rimska cesta Via Akvitanija, ki je vodila od Sredozemskega morja proti Atlantiku skozi Toloso (Toulouse) in Burdigalo (Bordeaux). S tem je Narbonne postal strateško pomembno vozlišče poti, dostopno, a dobro branjeno pristanišče v tem obdobju, ključno za širitev Rimskega cesarstva na zahod. Ob njeni poti so zrasle številne rimske postojanke  - mansio, med seboj oddaljene dan vožnje s konjsko vprego. 
Zgrajeni so bili številni rimski mostovi, od katerih so delno ohranjeni pri Saint-Thibéryju (ob sotočju rek Hérault in Thongue), Gallargues-le-Montueuxu (Pont Ambroix na reki Vidourle), Bonnieuxu (Pont Julien na reki Calavon) in Béziersu (Pont Serme na reki Orb in jezeru Étang de Capestang). Cesta se končuje v kraju La Jonquera, ob sedanji špansko-francoski meji, koder se začne Via Augusta. 

## Mesta
Mesta na poti Via Domitia:
- Susa (Segusium),
- Briançon (Brigantio),
- Chorges (Caturigomagus),
- Gap (Vapincum),
- Embrun (Eburodunum),
- Sisteron (Segustero),
- Apt (Apta Julia),
- Cavaillon (Cabellio),
- Saint-Rémy-de-Provence (Glanum),
- Tarascon - Beaucaire (Ugernum), prehod čez Rono,
- Nîmes (Nemausus),
- Ambrussum,
- Castelnau-le-Lez (Sextantio),
- Montpellier (smer poti ostaja neznana),
- Mèze,
- Béziers (Baeterris),
- Narbonne (Narbo Martius),
- Perpignan.